# Nina Repeta
Nina Repeta (Shelby, 10 de setembro de 1967) é uma atriz norte-americana, mais conhecida por interpretar Bessie Potter no seriado adolescente Dawson's Creek, entre 1998 e 2003, participando de 88 dos 128 episódios.
Nina e seu marido tiveram um filho em 2008.